# 鄭祖
鄭祖（英語：Joe Cheng Cho，1961年—2013年1月19日），本名鄭錦榮，已故香港男性喜劇演員。

## 生平
鄭祖早年居住在九龍廣東道警察宿舍，曾於佐敦南京街聖瑪利奧英文中學就讀初中，為皇家香港警察少年訓練學校第7期畢業生（中四至中五），後畢業於無綫電視舞蹈藝員訓練班，入行前為一名巡邏警察，駐守香港島警區。曾於1990年代參與多部由周星馳執導的電影，以演繹反派角色深入民心，例如《國產凌凌漆》的鋼牙、《破壞之王》的黑熊等。他的圈中好友眾多，如李力持、謝天華、周星馳、李燦森、毛舜筠、谷德超、鄭中基、陳國坤、簡慕華、周家怡、戚其義、吳孟達、葉世榮、王晶、田啟文、彭浩翔、麥德羅、韋家雄、何啟南、佘詩曼、曹永廉、林子聰、謝霆鋒、張柏芝、吳鎮宇、劉青雲等。
在2000年代往後，他在中國深圳經營酒吧生意，所以大部分時間都留在中國大陸。直至2013年1月19日，因為突發性中風引發腦出血和心臟病病發，送院後搶救無效，於深圳病逝，享年52歲。

## 個人生活
鄭祖是一名基督教教徒，生前已婚，育有4名子女。

## 電視劇（無綫電視）
| 年 份  | 劇 名                | 角 色  |
| 2000年 | 新鮮人               | 陳立春 |
| 2001年 | 熱血狙擊（電視電影） | 肥谷   |
| 2002年 | 血薦軒轅             | 端木旗 |
| 2002年 | 烈火雄心II           | 何漢坤 |
| 2002年 | 無考不成冤家         | 孱仔強 |
| 2003年 | 花樣中年             | 劉探廣 |

## 參演電影
| 年 份  | 片 名                   | 角 色                  |
| 1994年 | 破壞之王                | 柔道部主將黑熊         |
| 1994年 | 國產凌凌漆              | 鋼牙                   |
| 1994年 | 7金剛                   |                        |
| 1995年 | 追女仔95之綺夢          | 車神                   |
| 1995年 | 整蠱王                  | Joe Yeung              |
| 1995年 | 百變星君                | 黑道頭目富田           |
| 1995年 | 和平飯店                |                        |
| 1995年 | 十兄弟                  | 巫師                   |
| 1996年 | 古惑仔之人在江湖        | 巴閉                   |
| 1996年 | 紅燈區                  |                        |
| 1996年 | 大内密探零零發          | 客串                   |
| 1997年 | 愛你愛到殺死你          |                        |
| 1997年 | 求戀期                  |                        |
| 1997年 | 一個字頭的誕生          | 大春                   |
| 1998年 | 非常突然                | 持重型槍械的賊人       |
| 1998年 | 行運一條龍              | 皇極驚天拳大師兄       |
| 1999年 | 轟天綁架大富豪          | 典獄長                 |
| 1999年 | 玻璃樽                  |                        |
| 1999年 | 喜劇之王                | 突然發病的卧底（客串） |
| 2000年 | 中華賭俠                | 铜锣湾阿祖             |
| 2001年 | 買兇拍人                | 馬太麻雀腳             |
| 2001年 | 月滿抱西環              |                        |
| 2001年 | 鍾無艷                  | 韓王                   |
| 2001年 | 2002                    |                        |
| 2002年 | 嫁個有錢人              |                        |
| 2003年 | 絕種鐵金剛              | 金腳趾                 |
| 2003年 | 熱血狙擊                |                        |
| 2003年 | 行運超人                | 網吧咖啡室員工         |
| 2003年 | 龍咁威2003              |                        |
| 2004年 | 我要做Model             |                        |
| 2004年 | 甜絲絲                  | 劫匪（害串）           |
| 2005年 | 龍咁威2之皇母娘娘呢     | 陳先生                 |
| 2006年 | 3分鐘先生               | 何文龍                 |
| 2008年 | 大四喜                  |                        |
| 2009年 | 家有喜事2009            | 余珠下屬               |
| 2009年 | Beauty World            | Joe（韓國電影）        |
| 2010年 | 唐伯虎點秋香2之四大才子 | 仁當                   |
| 2011年 | 無價之寶                | 傻輝                   |
| 2012年 | 男人如衣服              | 模特兒                 |
| 2013年 | 百星酒店                |                        |

## 外部連結
- 鄭祖的新浪微博